# Moore Automobile Company
Moore Automobile Company war ein US-amerikanischer Hersteller von Automobilen.

## Unternehmensgeschichte
Das Unternehmen wurde 1906 gegründet. Der Sitz befand sich in New York City und das Werk in Bridgeport in Connecticut. Im gleichen Jahr begann die Produktion von Automobilen. Der Markenname lautete Moore. Konstrukteure waren F. D. Howe und W. J. P. Moore, der vorher Manager bei der Worthington Automobile Company war. 1907 endete die Produktion.
Andere US-amerikanische Hersteller von Personenkraftwagen der Marke Moore waren Moore Motor Vehicle Company und Moore Car Corporation of America.

## Fahrzeuge
Im Angebot stand nur ein Modell. Es hatte einen Vierzylindermotor mit 40 PS Leistung. Das Fahrgestell hatte 295 cm Radstand. Zur Wahl standen ein Runabout mit drei Sitzen sowie ein Tourenwagen und eine Limousine mit jeweils sieben Sitzen.
Die Neupreise waren sehr hoch. So kostete das Fahrgestell alleine 5000 US-Dollar, der Runabout 6500 Dollar, der Tourenwagen 7000 Dollar und die Limousine 8000 Dollar. Zum Vergleich. Das Ford Modell K mit einem gleich starken Sechszylindermotor kostete nur 2800 Dollar.